# Cuitlauzina
Cuitlauzina là một chi thực vật có hoa trong Họ Lan.